# Gerd von Rundstedt

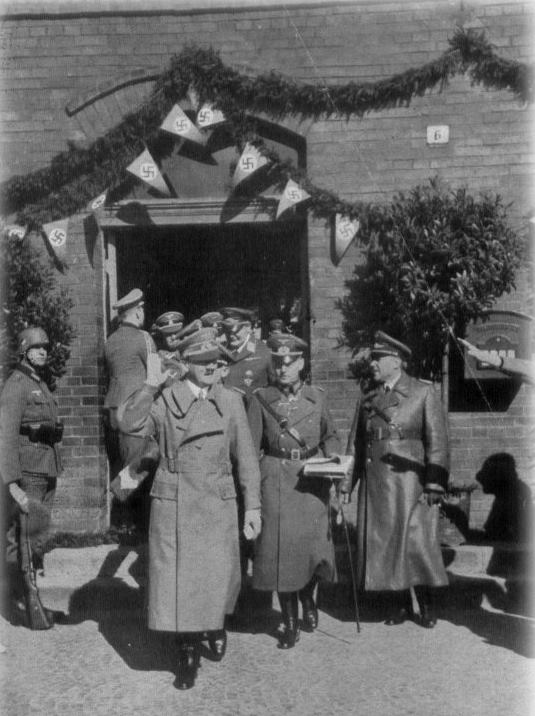
Gerd von Rundstedt m.in. z Adolfem Hitlerem i Hermannem Göringiem w Prudniku podczas wizytacji Kraju Sudetów w 1938

Gerd von Rundstedt, właściwie Karl Rudolf Gerd von Rundstedt (ur. 12 grudnia 1875 w Aschersleben, zm. 24 lutego 1953 w Hanowerze) – niemiecki wojskowy, feldmarszałek, dowódca grup armii „Południe” i „A” oraz Ober-Ostu, naczelny dowódca wojsk niemieckich na Zachodzie (1940–1941, 1942–1944, 1944–1945), kluczowa postać agresji na Polskę, Francję, ZSRR i ofensywy w Ardenach. Uczestnik I i II wojny światowej.

## Życiorys

### Młodość i I wojna światowa
Do armii pruskiej wstąpił w 1892, a w 1903 dostał się do elitarnej Kriegsakademie. Brał udział jako oficer w I wojnie światowej w sztabie generalnym zarówno na froncie wschodnim (w Polsce i Karpatach), jak i zachodnim (we Francji). Wojnę zakończył jako major i dowódca sztabu w dywizji.

### Dwudziestolecie międzywojenne
W okresie międzywojennym jego znaczenie i pozycja w Reichswehrze rosły. W 1927 otrzymał stopień generała majora, w marcu 1929 generała porucznika, natomiast w 1932 został mianowany dowódcą 3 Dywizji Piechoty. W październiku 1938 uczestniczył w zajmowaniu przez Niemców Sudetów. W listopadzie 1938 odszedł w stan spoczynku, ale w sierpniu 1939 powrócił do służby.

### II wojna światowa
W czasie kampanii wrześniowej dowodził Grupą Armii „Południe”, m.in. w bitwie nad Bzurą. 3 października 1939 stanął na czele Naczelnego Dowództwa na Wschodzie – Oberkommando Ost (Ober-Ost), które sprawowało pełnię władzy na okupowanych polskich obszarach do 26 X 1939. W kampanii francuskiej Rundstedt był dowódcą Grupy Armii „A”, która w maju 1940 odegrała istotną rolę w przełamaniu linii alianckiej obrony. 19 lipca 1940 został awansowany do stopnia feldmarszałka. W tym okresie był zaangażowany w planowanie operacji Lew Morski, mając dowodzić wojskami lądowymi. Gdy zrezygnowano z jej realizacji, przejął dowodzenie całością wojsk okupacyjnych i zarządzał budową umocnień nadmorskich w Holandii, Belgii i Francji.
Po wybuchu wojny z ZSRR w 1941 dowodził Grupą Armii „Południe”. Początkowo jego armia wolno posuwała się do przodu, później osiągnęła większe sukcesy, zdobywając Odessę, Kijów i Charków.
Rundstedt był przeciwny kontynuowaniu ofensywy w zimie, ale jego obiekcje nie zostały wzięte pod uwagę. W listopadzie przeszedł zawał serca, ale nie wyraził zgody na leczenie w szpitalu, chcąc dalej dowodzić uderzeniem na Rostów, do którego wojska niemieckie dotarły 21 listopada. Kontruderzenie radzieckie odrzuciło armię Rundstedta. Wbrew rozkazom Hitlera wycofał swoje wojska, co wprawiło Führera we wściekłość. Odwołał Rundstedta i zastąpił go feldmarszałkiem Waltherem von Reichenauem. Rundstedt był pierwszym tej rangi dowódcą niemieckim odwołanym w czasie wojny.
W marcu 1942 Rundstedt został wyznaczony do organizowania obrony w zachodniej Europie (obszaru operacyjnego „Zachód”). Konflikt dowódczy z Erwinem Rommlem spowodował, że bezpośrednie dowodzenie wojskami pancernymi we Francji przejął Hitler. Rommel uważał, iż siły pancerne muszą znajdować się blisko wybrzeży, by szybko zareagować na ewentualny desant; Rundstedt z kolei twierdził, iż pozbawi to wojska pancerne pola manewru i narazi je na ostrzał okrętowy. W czerwcu 1944 von Rundstedt nalegał, by zawrzeć porozumienie pokojowe z aliantami (miał nawet powiedzieć Keitlowi „Zakończcie wojnę, bando idiotów)”.
Hitler usunął go i na jego miejsce mianował gen. Gunthera von Klugego. 2 lipca 1944 ponownie przeszedł w stan spoczynku. Po zamachu na Hitlera 20 lipca 1944 przewodniczył sądowi honorowemu badającemu sprawy oficerów podejrzanych o współudział w spisku. 9 września 1944 powrócił na stanowisko głównodowodzącego obszaru „Zachód”. W grudniu 1944 nadzorował niemieckie kontruderzenie w Ardenach – operację Wacht am Rhein. 7 marca 1945, obarczony winą za niepowodzenia został ponownie (i ostatecznie) zdymisjonowany, a jego stanowisko głównodowodzącego na froncie zachodnim objął feldmarszałek Albert Kesselring. 1 maja 1945 został pojmany przez amerykańską 36 Dywizję Piechoty. Podczas przesłuchania doznał drugiego zawału.

### Po wojnie

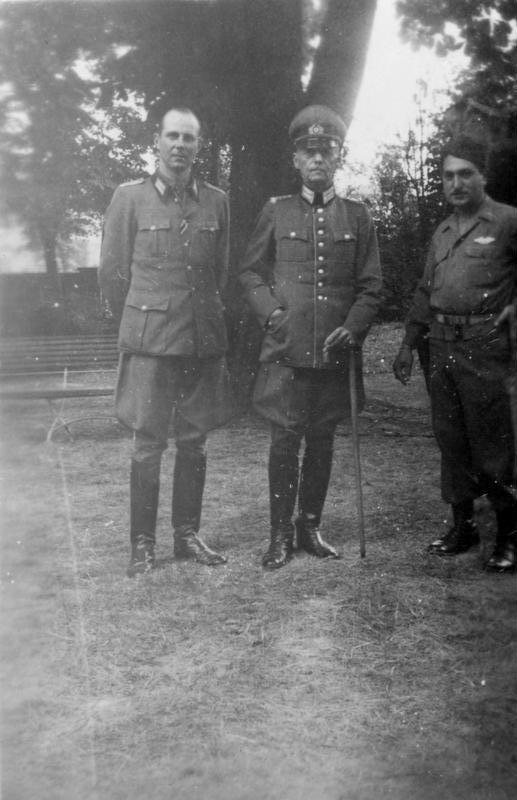
Gerd von Rundstedt z synem po aresztowaniu

Był oskarżony o zbrodnie wojenne w Polsce, ZSRR i na Zachodzie, ale ze względu na zły stan zdrowia przed sądem nie stanął i w maju 1949 wyszedł na wolność. W Norymberdze zeznawał jako świadek. Mieszkał aż do śmierci w 1953 w Hanowerze.
Jego jedyny syn, porucznik dr Hans Gerd von Rundstedt, w 1948 zmarł na raka.

## Odznaczenia
- Order Królewski Korony IV Klasy[9]
- Kawaler Orderu Hohenzollernów z Mieczami na Wojennej Wstędze[9]
- Order Zasługi Wojskowej z Mieczami i Koroną[9]
- Kawaler I Klasy Orderu Alberta  z Mieczami[9]
- Kawaler II Klasy Orderu Sokoła Białego[9]
- Kawaler I Klasy Orderu Ernestyńskiego[9]
- Krzyż Honorowy Schwarzburga III Klasy[9]
- Krzyż Zasługi Wojennej Lippe[9]
- Krzyż Zasługi Waldecku[9]
- Austriacki Krzyż Zasługi Wojskowej III Klasy[9]
- Turecki Medal Wojenny[9]
- Krzyż Honorowy dla Walczących na Froncie (1934)[10]
- Krzyż Wielki Orderu Węgierskiego Zasługi (11 sierpnia 1937)[10]
- Krzyż Wielki Orderu Korony Włoch (7 czerwca 1938)[10]
- Okucie Ponownego Nadania Krzyża Żelaznego II Klasy (16 września 1939)[10]
- Okucie Ponownego Nadania Krzyża Żelaznego I Klasy (21 września 1939)[10]
- Krzyż Rycerski Krzyża Żelaznego (30 września 1939)[10]
  - Liście Dębu (1 lipca 1944)
  - Liście Dębu i Miecze (18 lutego 1945)
- Order Michała Walecznego[10]
  - III Klasy (19 września 1941)
  - II Klasy (19 września 1941)
  - I Klasy (1 września 1942)